# Паркланд (област)
Паркланд једна је од области (регион) у канадској покрајини Манитоба. Површина области је 28.209,93 km² (10.891,91 sq mi), на којој је према попису становника из 2011. године живиело 42.088 становника. Највећи град области Паркленд је Дофен, који је такође 2011. године имао 8.200 становника.
Област Паркланд позната је по пространим преријама, планиниским венцима прекривен шумом препуном дивљачи, у којима су основани национални и покрајински паркови природе, великом броју језера, и континенталној клими, са јако хладним зимама. Најважнија привредна делатност је пољопривреда на плодним преријама у јужним и источним деловима области, а развијени су, шумарство и туризам. Тешке индустрије нема, што је повољно утицало на очување животне средине. Најбројнији становници су украјинског, енглеског, француског и скандинавског порекла уз мањи проценат домородачког становништва.

## Историја
Историја насељавања подручја Паркланд започела је у праисторији, пре око 10.000 година, када су на овом простори настале прве људске насеобине. Сурова и оштра клима, са екстремним годишњим добима и изузетно ниским температурама и обилним снежним падавинам у зимском периоду, захтевала је од првих становника упорност и способност у прилагођавању таквим условима живота, што је било награђено од стране паркланднске прерије, плодним тлом и обилним жетвама и животним простором богатим природним лепотама и бројним ресурсима.
Први становници Паркланда који су у Средњем веку настанили ово подручје били су Европљани, који су у ове крајеве стигли на почетку 18. века. Они су се углавном бавили ловом и трговином крзна, па су као и староседоци који су на овом простору живе хиљадама година, опстали захваљујући лову бизона којих је било на стотине хиљада (у великим стадима) и друге дивљачи, риболову, на наизглед безбројним језерима, и исхрани богатој рибизлама, корењу и лековитим биљкама.
Према историјским подацима, Пјер Верендрие (Pierre Gaultier de Varennes, sieur de La Vérendrye) , био је први бели човек за кога се поуздано зна да је ступио на обале језера Дофен (Lake Dauphin) 1739. године. У знак поштовања и оданости према Краљу, он је овај простор прогласио престоницом - „Језеро Дофен“.
Пјер Верендрие, иако нарушеног здравља, јако осиромашен и без средстава за живот, кренуо је са својим сарадницима у нова истраживања, северо-западних делове Манитобе (Региона Парклаенд), из Утврђења Рине (Fort la Reine), данас Портиџ ла Прери (Portage la Prairie), не би ли повратио стару славу и зарадио новац, а за француско канадског трговца крзном и истраживач Луиса Жозефа (Louis-Joseph Gaultier de La Vérendrye), који је финансирао ову експедицију, учврсти и обезбеди успешно обављање трговине у западним територијама Манитобе. Он је у новоотркривеним областима 1741. године изградио Утврђење Дофен (Fort Dauphin), а његови сарадници, још неколико сличних, Fort Bourbon на језеру Cedar Lake, и Fort Paskojac на месту града The Pas. Ову област у том историјском периоду претежно су настањивали припадници локалних Абориџинских племена Северне Америке, Кри (Cress) и Ассинибоин (Assiniboines).
Према изјави једног од првих истраживача Паркленда Пјер Верендрие (La Vérendrye) од 26. маја 1742. године Европњани-колонизатори од новозапоседнутих западних делова Манитобе имали су вишеструке користи:
| „ | Велики број људи (напомена: колонизатори) снабдевали су предузеће за које сам радио бројним потребштинама, робовима за потребе колоније и крзном које је одлазило на енглеско тржиште? | ” |

Ова изјава даје неке индиције о размерама трговине робљем у овом Региону. Већина канадских историчара, међутим, из разлога које није превише тешко разумети, игноришу овај аспект у својим истраживањима.
Током наредних 150 година (почев од 1741) мало се чуло и писало о Утврђењу Дофен, осим што се његово име повремено помињало, по производњи усева, у аналима трговинског предузећа Хадсон Беј (Hudson Bay trading company), које је имало испоставу у утврђењу близу ушћа реке Valley River.
Мада су подаци недовољно поуздани, сматра се ја првобитно Утврђење Дофен дефинитивно напуштенио око 1860. године.
Двадесетак година касније (између 1880 и 1883 године), браћа Nagle, Матиси, из племана Абориџина, који су живели на обалама Језера Дофен, преселили су се на простор данашњег града Дофена, јер су установили да је земља изузетно повољна за обраду и сејање усева, и на њој засадили кромпир и друге прве усеве у окружењу будућег града Дофена.
Када је железница с краја 19. века дошла у Паркланд све бројнији европски досељеници, међу којима је било много оних из Источне Европе, пре свега Украјине, населило је област и створило од ње најбогатију житницау на свету. Уз помоћ плуга досељеници су преобразили преријске пашњаке у поља зрелог жита, уљане репице, кукуруза и тако изменили изглед пејзажа Паркланда.
Духовна и културна традицију коју са собом донели ови пионири Паркланда, осећа се у сваком граду, свакој цркви и школи, сваком пољу и шуми Паркланда коју су ови пионири својим фармама оплеменили, и подредили свом начину живота.
Када су Паркланду формирани први паркови природе 1929. године, мало се знало о дивљим животиња, или су базе података о фауни биле непотпуне. Већина доступних информација односило се на крупну дивљач и сисара са крзном. Прелимлнари орнитолошка истраживања започета су од стране Ангуса Шорта и Ричарда Сатона (Angus Shortt и Richard Sutton"), у 1938. и 1939. години. Свеобухватна истраживања фауне Портланда настављена су од 1940. до 1946. године, према извештају Министарство унутрашњих послова у Отави, које је дало дозволу за њихово спровођење. Евиденција која је касније консолидована и обједињена са осталим доступним подацима данас се налази у Народном музеју у Отави.

## Положај и пространство
Паркланд се налази у западном делу покрајине Манитоба,
- између Језера Манитоба (енгл. Lake Manitoba) и Језера Винипегос (енгл. Lake Winnipegosi), на истоку
- граница Манитобе са покрајином Саскачеван на западу.

Његов средишњи део удаљен је 140 mi (230 km) северозападно од Винипега, 57 mi (92 km) северно од Брендона, и 102 mi (164 km) северно од међународне границе Канаде са САД. Већина земљишта који окружује планинске области Паркланда (Рајдинг Маунтин и Дак маунтин), равничарско је и претежно намењено пољопривреди.
Област обухвата три статистичке дивизије (према Статистикој пописној подели Канаде) означене као број 16, 17 и 20, које заједно имају површину од 28.209,93 km² (10,891.91 sq mi), на којој је према попису становника из 2011. године живело 42.088 становника.
Највећи град у области Паркланд је Дофен, а други по величини је град Свон Ривер. 
Остала насељена места у овој области су:
- Винипегосис
- Грандвју,
- Гилберт Плејнс
- Маккрири,
- Минитонас,
- Расел,
- Роблин,
- Россбурн,
- Сен Роз ди Лак

- Главна улица у Дофену
- Винипегосис
- Винипегосис
- Гилберт Плејнс
- Расел
- Сен Роз ди Лак
- Кри лејк

## Географске одлике
Регија Паркланд лежи у реликтном басену глацијалног језера Агаси. Долина реке Асонибојн је равна и веома плодна и најгушће је насељени део Паркчанда али и Манитобе. На југозападном делу постоје бројна каменита узвишења моренског порекла. Највиша географске тачка Паркланда, која је уједно и највиша тачка Манитобе, је 832 m (2,730 ft). То је високи врх Болсти (Baldy Mountain), западно од Језера Винипегосис , на планинини Duck Mountain у истоименом покрајинском парку.
У централном делу Паркланда налази се планиниски венац прекривен шумом и бројним језерима, на коме су основан два парка природе: Национални парк природе „Рајдинг маунтин“ (енгл. Riding Mountain National Park), и Покрајински парк природе „Дак маунтин“ (енгл. Duck Mountain Provincial Park).
Највиша географске тачка Паркланда, која је уједно и највиша тачка Манитобе, је 832 m (2,730 ft) висок врх Болсти (Baldy Mountain), западно од Језера Винипегосис , на планинини Дак маунтин у истоименом покрајинском парку.
Пространа поља прерије, обрасла преријском вегетацијом, језера, реке и густе зелене шуме, најважнији су природни ресурси Паркланда и станишта многобројних јелена, ирваса, црног медведа и других дивљих животиња и птица.
Данашњи потомци Абориџина традиционално живе у Покрајинском парку Асесипи (енгл. Asessippi Provincial Park) (кога скијаши називају „зимски рај“). У његовом окружењу и данас живе бизони који непрестано лутају обалама језера (енгл. Lake Audy and Waterhen).
Делови Паркланда који су формирани повлачењем Висконсинског ледника крајем последњег леденог доба, погодни су за интензивну земљорадњу.
У овим, нижим пределима Паркладна, на широком пространству, једине кандске прерије, размешетене су многобројне фарме, окружене пољима засејаним пшеницом, кукурузом, канолом, и ливадама, богатим сочном пријском вегетацијом, на којима у слободном узгоју током целе године борави под отвореним небом на хиљаде говеда, али и дивљих животиња (зец, мус, лисица, чапља, канадска гуска, пеликан итд).
У ратарству доминира узгој житарица (19%) и уљарица (8%), а развијено је и сточарство (37% канадског удела). Око 12% свих обрадивих површина Канаде налази се управо у Манитоби (на њеном југу или Паркланду).

### Клима
Због нешто веће надморске висине и северно континенталне локацији, клима у области Паркланда карактерише се великим осцилацијама. Језера и потоци, обично се заледе почетком новембра, а стални снег може пасти чак и раније. Зима је прилично уједначено хладно. Пролеће у планинском делу области које почиње у априлу значајно касни у односу на равничарски део области. Летња сезона је од средине јуна до краја августа. Јесењи месеци су можда најпријатнији део године, са умереним температурама, и природом ослобођеном од штеточина.
Просечно трајање вегетације (од просечног датума сетве до просечног датума првог мраза) је између 130 и 140 дана. Изузетно хладно дани се обично јављају у јануару или фебруару, са просечном температуром од око -5°Ф. Најтоплији дани су у јулу, када је просечна температура око 63°Ф, а повремено у појединим подручјима и до 90°Ф. Без обзира на јако топле дане, ноћи су увек пријатне.

## Флора и фауна

### Флора
На простору Паркланда доминирају мешовите шуме:
- На оцедним теренима; Топола (Populus tremuloides), балзам топола (Populus balsamifera), бела смрча (Picea glauca).
- На ветровитим странама; црна оморика (P. mariana) и амерички ариш (Larix laricina)
- На добро дренираним пешчаним теренима; бор (Pinus banksiana)
- Од лишћара најзаступљенији су; Амерички брест (Ulmus americana), Пајавац, негундовац, јасенолисни јавор (Acer negundo), планински јавор (Acer spicatum), зелени јасен (Frazinus pennsylvanica) и храст (Quercus macrocarpa)
- Ободне делове ливада и поља окружују; топола, балзам топола и храст.

На ливадама и пољима доминирају; (Festuca halli - део F. scabrella complex); агроекосистеми житарица, крмног биља, уљане репице и сочива, и пашњаци са мешавином бројних врста преријске вегетације.

### Фауна
Паркланд пружа станиште запањујуће великом броју животиња и птица. На ово је утицало одсуство, строга контрола лова, отство тешке индустрије и велика брига локалног становништва и ренџера за исхрану животиња и непрекидне активности на очувању животне средине и спречавању пожара великих размера.
Животиње
Црни медвед, мус, белорепи јелен, лос, лисица, рис, којот, вук, дивокоза, дабар, бизон и многе друге
Птице
- Велика лапонска сова, пеликан, канадска гуска, пловка, бела гуска, и многе друге.

| Р.бр. | Назив          | Слика | Опис |
| ----- | -------------- | ----- | --- |
| 1.    | Мус            |       | Мус је један од симбол канадских шума, кога има у велеиком броју у НПРМ. Мус најчешће може бити примећен током јесени и у зимским месецима, дуж аутопута 10, а посебно у области језера Мун. Њихова популација у парку процјењује са на 3.000 животиња. |
| 2.    | Вук            |       | Популација вукова у парку процењује на број од 70 до 100 животиња. Мада се већина људи боји вукова, ова створења се плаше човека и најчешће га избегавају. Највше их има дуж аутопута 19 и на подручју језера Еди.                                      |
| 3.    | Рис            |       | Рис је добро прилагођен интензивним зимамама у НПРМ. Он има велика, округла стопала и може да шири своје прсте у меком снегу. Највише их има дуж аутопута 19, где им је досупна омиљена храна - зец кога има у изобиљу.                                 |
| 4.    | Јелен          |       | Јелен је присутана широм НПРМ а највише на простору еспен паркланда и у мешовитим листопадним шумама, где се најчешће и може уочити ове животиње у парку. Популација јелана у НПРМ је тренутно стабилан, и процењује се на 1.800 животиња.              |
| 5.    | Куна риболовац |       | Ова врста из породице северноамаричких куна поново се појаваила у НПРМ пре нешто више од 20 година. Најчешће се може видети како прелази преко путева и стаза.                                                                                          |
| 6.    | Америчка куна  |       | Ова врста из породице амаричких куна поново се појавила у НПРМ пре нешто више од 20 година. Величине је мачке. Најчешће се може видети како прелази преко путева и стаза.                                                                               |
| 7.    | Видра          |       | Видра, која је пре оснивања НПРМ претходно истребљена, последњих десетину година поново се вратио у ову област. Може се видети дуж речица и потока у РМНП - мада се никад не зна где ће се појавити!                                                    |
| 8.    | Лисица         |       | Лисица, се у НПРМ може видети дуж путева - мада се никад не зна где ће се појавити! |

| Р.бр. | Назив         | Слика | Опис |
| ----- | ------------- | ----- | --- |
| 1.    | Лапонска сова |       | Лапонска сова - покрајински птица Манитобе, једна је од ретких дневним сова, која се лако може уочити, дуж аутопуту 10 између Васагаминга и Кри лејка. Посеује изузетне ловачке вештине, користећи своју одличну слух да лоцира и ухвати плен чак и испод снега дубоког 45 cm.                                        |
| 2.    | Гавран        |       | Гаврани се у НПРМ најбоље могу уочити током зиме. Када све друге птице одлете у топлије крајеве, гаврана, заједно са јој око још тридесетак врста, проводи дугу хладну зиму у НПРМ. Они се хране отпацима хране након обеда вукова и којота.                                                                          |
| 3.    | Сиви брбљивац |       | Сиви брбљивац је један од омиљени зимски птица. Иако је становник НПРМ током целе године, њене активности су израженије у зимској сезоним јер је добро прилагођена животу у зимским условима. Женка која се гнезди крајем зиме, складишти храну током целе зиме какао би њом хранити своје младе након што се излегу. |

## Туризам
Спектакуларни паркови природе на простору Паркленда, највише у Националном парку природе Рајдинг маунти, током целе године туристима обезбеђују рекреацију на бројним игралишти за голф и друге спортове, љубитељима водених спортова и риболовцима могућност пецања, пливање, једрење на дасци, скијања и вожњу чамцима на језерима. За љубитељима крос-контрија, скијања, сноубоард, велике изазове туристима пружају терени у и кртоле наћи сталне изазове и узбуђење у Провинцијском парку Асесипи.
У Покрајинском парку природе „Duck Mountain“, постоје иделни услови за истраживање и планинарење у густим шумама, бредксим ливадам и на обалама језера, а за камперима идеални услови за камповање поредјезера и на брдским ливадама.